# カビボ・小林・益川行列

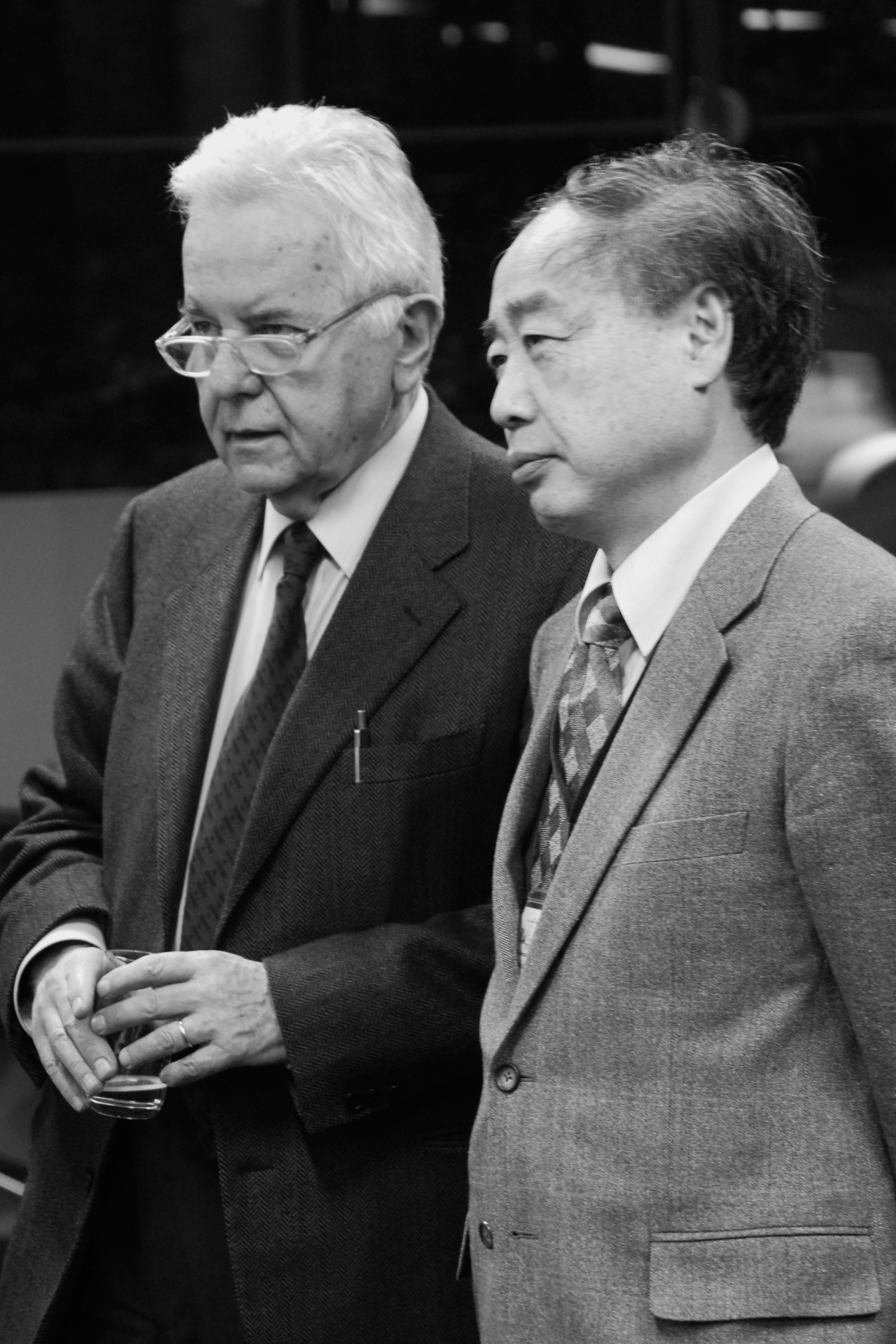
ニコラ・カビボ（左）と小林誠（右）

カビボ・小林・益川行列（カビボ・こばやし・ますかわぎょうれつ, Cabibbo-Kobayashi-Maskawa matrix）は、素粒子物理学の標準理論において、フレーバーが変化する場合における弱崩壊の結合定数を表すユニタリー行列である。
頭文字をとってCKM行列と呼ばれることが多い。クォーク混合行列とも言われる。
CKM行列はクォークが自由に伝播する場合と弱い相互作用を起こす場合の量子状態の不整合を示しており、CP対称性の破れを説明するために必要不可欠である。この行列は元々ニコラ・カビボが2世代の行列理論として公表していたものを、小林誠と益川敏英が3世代の行列にして完成したものである。

## 概要

クォーク崩壊を示すモデル。

電弱相互作用（荷電カレント）により下系列のクォーク(ダウン、ストレンジ、ボトム)は上系列のクォーク(アップ、チャーム、トップ)へと崩壊する。
アップクォークへと崩壊するクォークは、純粋なダウンクォークの状態（質量固有状態）ではなく、一般に下系列クォークの重ね合わせの状態となっている。チャーム、トップについても同様であり、上系列と下系列クォークのずれがCKM行列である。

## カビボ角
1963年、カビボはそれまでのゲルマンらの研究により導かれていた弱い相互作用の普遍性を保存するためにカビボ角（θc）を提唱した。当時まだクォークモデルは存在していなかったが、これはダウンクォークやストレンジクォークがアップクォークへと崩壊する場合にかかわる現象（|Vud|2 および |Vus|2 に相当する）をよく説明できた。
弱荷電カレントによりアップクォークへと崩壊するクォークは、一般に下系列クォークの重ね合わせ状態となっている。これを d′として表記すると、ベクトル表示では
{\displaystyle |d^{\prime }\rangle =V_{ud}|d\rangle +V_{us}|s\rangle }
となる。カビボ角を用いれば
{\displaystyle |d^{\prime }\rangle =\cos \theta _{\mathrm {c} }|d\rangle +\sin \theta _{\mathrm {c} }|s\rangle }
である。現在知られている実験値を |Vud| と　|Vus| に代入すると、カビボ角は
{\displaystyle \tan \theta _{\mathrm {c} }={\frac {|V_{us}|}{|V_{ud}|}}={\frac {0.2257}{0.97419}}\rightarrow \theta _{\mathrm {c} }=~13.04^{\circ }}
となる。
|Vud|2 と |Vus|2 の和は　1 になるはずであるが、実際には 0.99999 にしかならない。これはトップクォークの存在を考慮していなかったためであるが（トップクォークを考慮すれば |Vut|2 = 0.00001 となり、総和は 1 である）、当時の実験精度ではトップクォークの存在を予言するには至らなかった。

カビボ角は、ダウンクォークとストレンジクォークの質量固有状態 が作り出す質量固有ベクトル場が、弱固有ベクトル場 へと変化する場合の回転角を示す。θ_{C} = 13.04°.

1974年にチャームクォークが発見されると、ダウンクォークやストレンジクォークがチャームクォークにも崩壊することが確認され、以下のベクトル方程式が追加された。
{\displaystyle |s^{\prime }\rangle =V_{cd}|d\rangle +V_{cs}|s\rangle }
カビボ角の表記では
{\displaystyle |s^{\prime }\rangle =-\sin {\theta _{\mathrm {c} }}|d\rangle +\cos {\theta _{\mathrm {c} }}|s\rangle }
である。これらを行列で表すと
{\displaystyle {\begin{bmatrix}\left|d^{\prime }\right\rangle \\\left|s^{\prime }\right\rangle \end{bmatrix}}={\begin{bmatrix}V_{ud}&V_{us}\\V_{cd}&V_{cs}\\\end{bmatrix}}{\begin{bmatrix}\left|d\right\rangle \\\left|s\right\rangle \end{bmatrix}}}
カビボ角表記では
{\displaystyle {\begin{bmatrix}\left|d^{\prime }\right\rangle \\\left|s^{\prime }\right\rangle \end{bmatrix}}={\begin{bmatrix}\cos {\theta _{\mathrm {c} }}&\sin {\theta _{\mathrm {c} }}\\-\sin {\theta _{\mathrm {c} }}&\cos {\theta _{\mathrm {c} }}\\\end{bmatrix}}{\begin{bmatrix}\left|d\right\rangle \\\left|s\right\rangle \end{bmatrix}}}
となる。
この 2行2列の 回転行列はカビボ行列と呼ばれ、|Vij|2 は、クォーク i がクォーク j に崩壊する確率を示している。

## CKM行列
小林と益川は3世代以上のクォーク対があるとCP対称性の破れを説明できることを発見し、カビボ行列にもう1世代のクォーク対を加えて 3行3列とした CKM行列を提唱した。
上系列クォークの質量固有状態 u,c,t と対を成す状態をそれぞれ d',s',b' とし、下系列クォークの質量固有状態を d,s,b とすると, 
{\displaystyle {\begin{bmatrix}d'\\s'\\b'\\\end{bmatrix}}={\begin{bmatrix}V_{ud}&V_{us}&V_{ub}\\V_{cd}&V_{cs}&V_{cb}\\V_{td}&V_{ts}&V_{tb}\\\end{bmatrix}}{\begin{bmatrix}d\\s\\b\\\end{bmatrix}}}
と書くことができる。この V がCKM行列である。2023年に発表された各成分の絶対値は以下の通り。
{\displaystyle {\begin{bmatrix}|V_{ud}|&|V_{us}|&|V_{ub}|\\|V_{cd}|&|V_{cs}|&|V_{cb}|\\|V_{td}|&|V_{ts}|&|V_{tb}|\end{bmatrix}}={\begin{bmatrix}0.97373\pm 0.00031&0.2243\pm 0.0008&0.00382\pm 0.00020\\0.221\pm 0.004&0.975\pm 0.006&0.0408\pm 0.0014\\0.0086\pm 0.0002&0.0415\pm 0.0009&1.014\pm 0.029\end{bmatrix}}}
この行列では下系列クォーク（d,s,b）の混合状態（d',s',b'）で上系列と下系列の不整合を説明しているが、これは純粋に便宜上のものにすぎない。上系列のクォークが混合していると見なすことも可能であり、その場合でも本質は変わらないユニタリー行列が現れる。

## 媒介変数表記
CKM行列を理解するためには4つの表記法が必要であるが、ここでは代表的なもの3つを取り上げる。

### 小林・益川表記
小林と益川による表記法では、行列は3つの角　θ1、θ2、θ3 と CP対称性の破れを示す位相 δ で表される。θ1 はカビボ角である。
以下ci はコサイン、si はサインを表す。
{\displaystyle {\begin{bmatrix}c_{1}&-s_{1}c_{3}&-s_{1}s_{3}\\s_{1}c_{2}&c_{1}c_{2}c_{3}-s_{2}s_{3}e^{i\delta }&c_{1}c_{2}s_{3}+s_{2}c_{3}e^{i\delta }\\s_{1}s_{2}&c_{1}s_{2}c_{3}+c_{2}s_{3}e^{i\delta }&c_{1}s_{2}s_{3}-c_{2}c_{3}e^{i\delta }\\\end{bmatrix}}}

### 標準表記
標準表記では3つのオイラー角 θ12、θ23、θ13 と CP対称性の破れを示す位相 δ13 が用いられる。カビボ角は θ12 で表される。
{\displaystyle {\begin{bmatrix}c_{12}c_{13}&s_{12}c_{13}&s_{13}e^{-i\delta _{13}}\\-s_{12}c_{23}-c_{12}s_{23}s_{13}e^{i\delta _{13}}&c_{12}c_{23}-s_{12}s_{23}s_{13}e^{i\delta _{13}}&s_{23}c_{13}\\s_{12}s_{23}-c_{12}c_{23}s_{13}e^{i\delta _{13}}&-c_{12}s_{23}-s_{12}c_{23}s_{13}e^{i\delta _{13}}&c_{23}c_{13}\\\end{bmatrix}}}
現在知られている値は以下のとおりである。
θ12 = 13.04±0.05°
θ13 = 0.201±0.011°
θ23 = 2.38±0.06°
δ13 = 1.20±0.08

### ウォルフェンシュタイン表記
ウォルフェンシュタインによる表記法では、4つの媒介変数 λ、A、ρ、η が使われ、標準表記を簡略化できる利点がある。標準表記で使われる変数とは以下のように対応している。
λ = s12
Aλ2 = s23
Aλ3(ρ − iη) = s13e−iδ
λ3 を基準にした場合に与えられる式は
{\displaystyle {\begin{bmatrix}1-\lambda ^{2}/2&\lambda &A\lambda ^{3}(\rho -i\eta )\\-\lambda &1-\lambda ^{2}/2&A\lambda ^{2}\\A\lambda ^{3}(1-\rho -i\eta )&-A\lambda ^{2}&1\end{bmatrix}}}
である。CP対称性の破れは ρ − iη となる。各成分の値は、標準表記の値を代入した場合、以下の通りとなる。
λ = 0.2257+0.0009
−0.0010
A = 0.814+0.021
−0.022
ρ = 0.135+0.031
−0.016
η = 0.349+0.015
−0.017

## 演算
N世代のクォークが存在する場合を考える。まず行列の成分の個数を数える必要がある。成分 V は実験により導かれる。
1. {\displaystyle N\times N} の複素行列は {\displaystyle 2N^{2}}個の実数を含んでいる。
2. ユニタリティーの制限は {\displaystyle \sum _{k}V_{ik}^{*}V_{jk}=\delta _{ij}} であるので、対角成分 {\displaystyle (i=j)} は {\displaystyle N}、それ以外の成分は {\displaystyle N(N-1)} の制限がある。よってユニタリー行列で独立な実数は {\displaystyle N^{2}} 個となる。
3. 位相の1つはクォーク場へ吸収できる。全体に共通な位相は吸収できない。よって独立な数は {\displaystyle (2N-1)} 個であり、変数は {\displaystyle (N-1)^{2}} 個となる。
4. これらのうち {\displaystyle {\frac {N(N-1)}{2}}} 個はクォーク混合角と言われる回転角である。
5. 残りの {\displaystyle {\frac {(N-1)(N-2)}{2}}} 個が複素位相であり、CP対称性の破れの原因となる。

N = 2 の場合、2世代のクォーク間の混合角を表す位相因子は1つとなる。これはクォークの世代が2つしか知られていなかったときにCKM行列の前身になったもので、発見者にちなんでカビボ角といわれる。標準理論では N = 3 となり、3つの混合角とCP対称性の破れが現れる。

## クォーク混合の発見
クォーク混合は以下の2つの観測結果を説明するために考えだされた。
1. アップクォーク↔ダウンクォーク、電子↔電子ニュートリノ、ミューオン↔ミューニュートリノの変換は類似した振幅を持っている。
2. ストレンジネスが変化する素粒子の変換で {\displaystyle \Delta S=1} は {\displaystyle \Delta S=0} の 1/4 の振幅を持っている。

これらについて、カビボは弱い相互作用の普遍性が1.を、ダウンクォークとストレンジクォークの混合角が2.をそれぞれ解決すると仮定した。
クォークが2世代の場合はCP対称性の破れを示す位相は現れない。その一方で中性K中間子の崩壊に伴う対称性の破れは1964年に発見されており、標準理論が発表されると1973年に小林と益川が指摘したように3世代目のクォークの存在が強く示唆された。1976年にはフェルミ国立加速器研究所でボトムクォークが発見され、すぐにこれと対をつくるトップクォーク探しが始まった。

## 弱い相互作用の普遍性
CKM行列の対角成分でユニタリティーの制限は
{\displaystyle \sum _{j}|V_{ij}|^{2}=1\quad (i=1,\,2,\,3)}
である。これは上向きアイソスピンを持つクォークと下向きアイソスピンを持つクォークのペアの数が全ての世代で同じことを示唆している。この関係はカビボが1967年に弱い相互作用の普遍性（弱い相互作用のユニバーサリティー）として初めて指摘した。理論上全ての SU(2) 粒子対は弱い相互作用のゲージボソンと同じ強さで結合することが導かれ、これまでの実験結果と一致している。

## ユニタリティー三角形
CKM行列で残りのユニタリティーの制限は
{\displaystyle \sum _{k}V_{ik}^{*}V_{jk}=\delta _{ij}}
である。任意の i および j において3つの複素数の制限があり、k においては1つの制限がある。これは複素平面上でこれらの数が三角形の各頂点を構成することを示している。i と j は6つの選択ができるので6つの三角形が作図できるが、これらをユニタリティー三角形（ユニタリ三角形）と呼ぶ。三角形の形は異なるにしても面積は全て等しく、これがCP対称性の破れの位相因子に関係する。標準理論でCP対称性の破れが存在しないと仮定して特定の変数を入れると三角形は作図できない。よってユニタリティー三角形はクォーク場の位相因子に関わっているといえる。
直接の観測結果では三角形の各辺は開いているため、日本の高エネルギー加速器研究機構とカリフォルニアのスタンフォード線形加速器センターにおいて、標準理論を検証する一連の実験として三角形が閉じているかどうか実験が続けられている。